# Rhionaeschna fissifrons
Rhionaeschna fissifrons – gatunek ważki z rodziny żagnicowatych (Aeshnidae). Występuje na terenie Ameryki Południowej.